# گاه‌شمار ساسانیان
این گاه‌شمار از سال ۲۲۴ میلادی یعنی شکست و قتل اردوان پنجم به وسیله اردشیر بابکان و بنیان‌گذاری شاهنشاهی ساسانی تا حمله اعراب به ایران و سقوط کامل دودمان ساسانی در سال ۶۵۱ میلادی می‌باشد.
- ۲۲۴ میلادی؛ شکست و قتل اردوان پنجم∗ به وسیله اردشیر بابکان شهربان استان پارس (بعداً اردشیر یکم ساسانی) (تصویر ۱: سکه) در نبرد هرمزدگان و پایان شاهنشاهی ۴۷۱ ساله اشکانی. اردشیر بابکان به خود عنوان شاهنشاه (شاه شاهان) داد و شاهنشاهی ساسانی را بنیان‌گذاری نمود.
- حدود ۲۲۴ تا ۲۴۰ میلادی؛ در دوره اردشیر بابکان؛ دین زرتشتی دستخوش یک دوره تجدید حیات گردید.
- ۲۳۰ میلادی؛ سپاه ساسانی به نواحی تحت حکمرانی امپراتوری روم در محدوده جزیره میان‌رودان یورش بردند و شهر نصیبین را محاصره کردند، اما نتوانستند این شهر را تسخیر کنند.

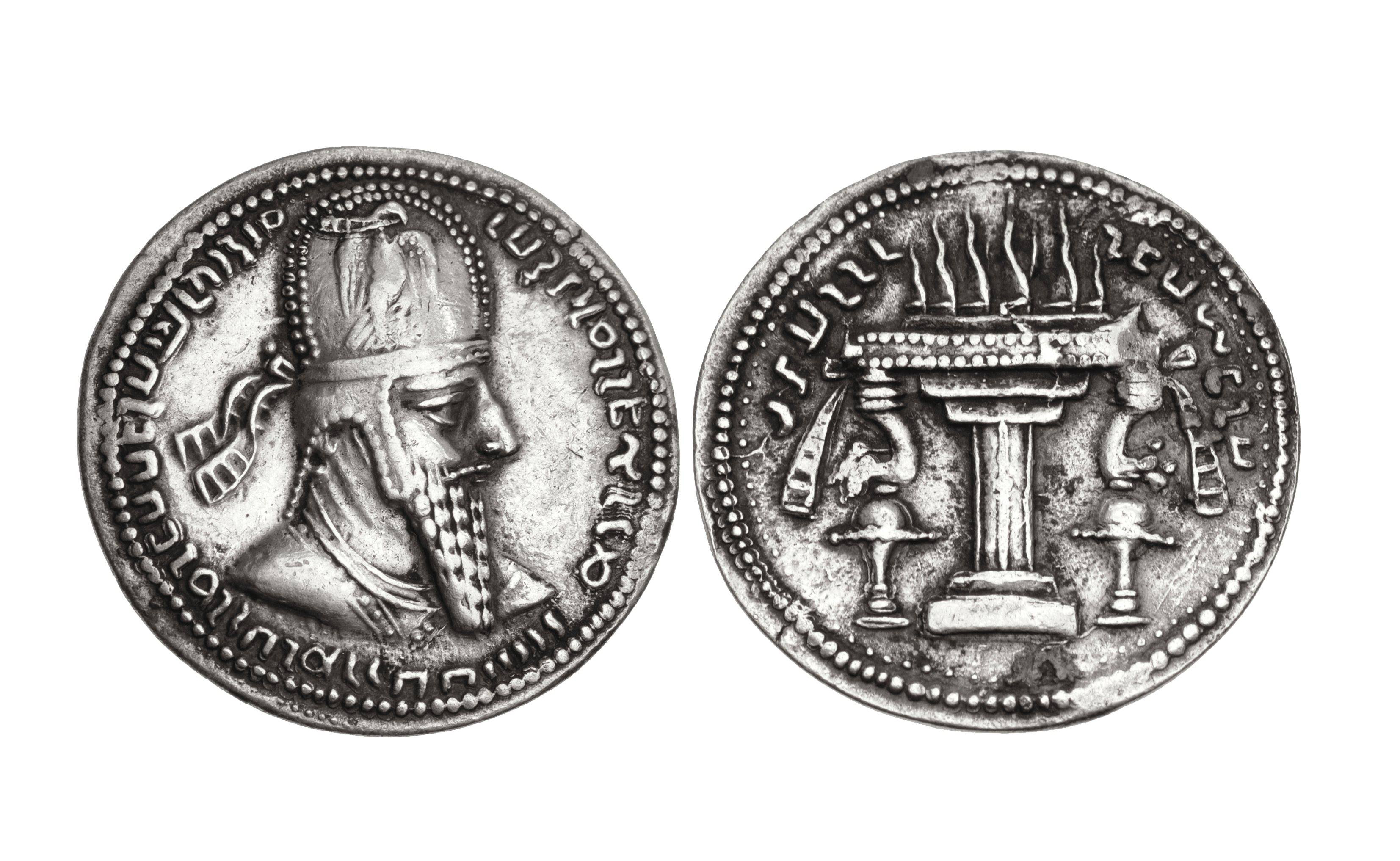
تصویر ۱: سکه اردشیر بابکان

- حدود ۲۳۷ تا ۲۳۸ میلادی؛ اردشیر بابکان حملات جدیدی را علیه امپراتوری روم آغاز کرد و شهرهای نصیبین و حران را فتح نمود.
- ۲۴۱ میلادی؛ تاجگذاری شاپور یکم.
- حدود ۲۴۲ تا ۲۷۳ میلادی؛ آغاز سفرهای مانی در ایران زمین.
- ۲۵۲ تا ۲۵۶ میلادی؛ لشکرکشی و درگیری‌های شاپور یکم در ایالات شرقی روم.

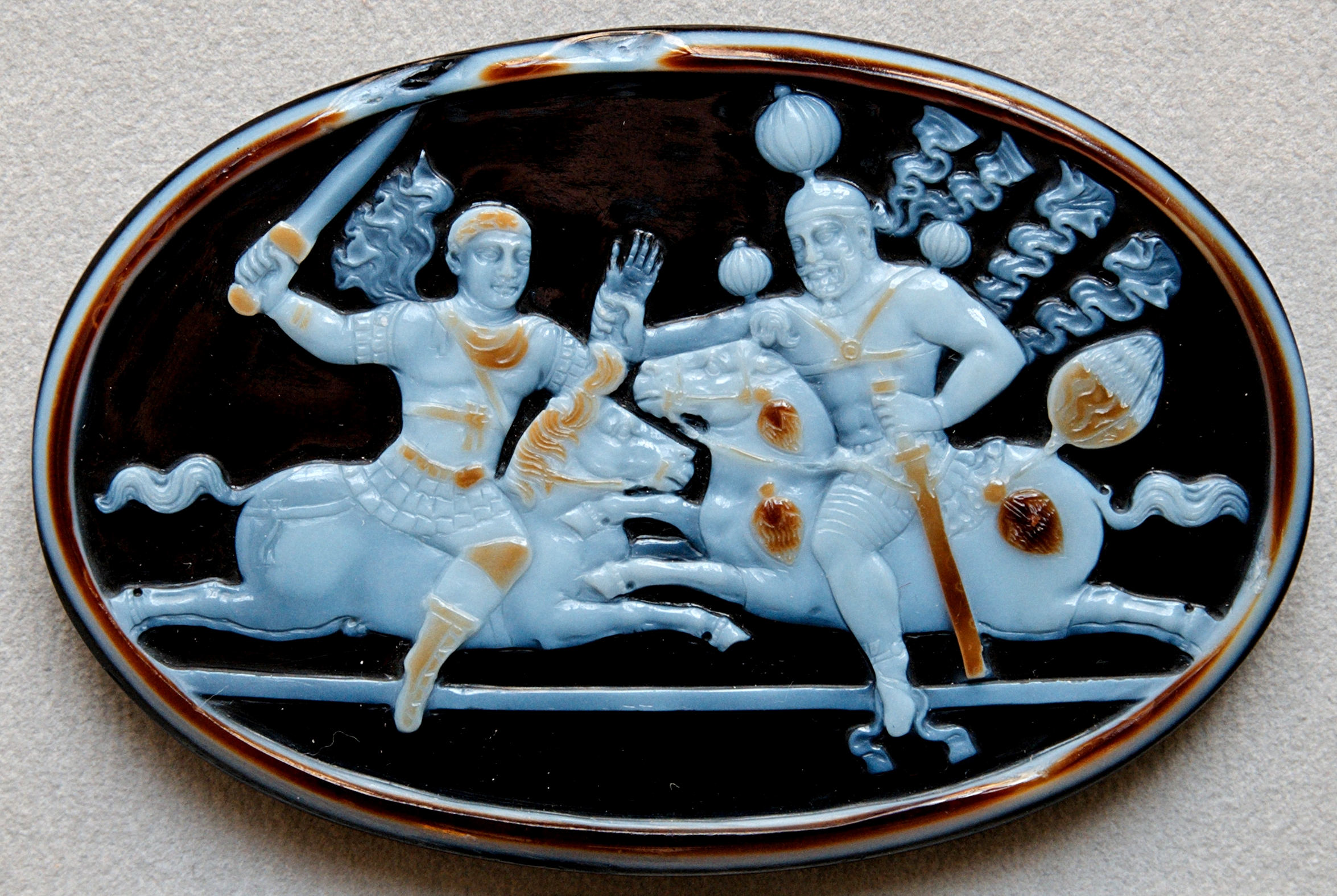
تصویر ۲: صحنه چیرگی شاپور یکم بر والرین، امپراتور روم

- حدود ۲۵۹ میلادی؛ شکست و اسارت والرین، امپراتور روم توسط شاپور یکم. (تصویر ۲: صحنه نبرد بر روی سنگ باباغوری)
- حدود ۲۶۰ میلادی؛ اردوکشی و یورش دوم شاپور یکم در ایالات شرقی روم.
- حدود ۲۶۱ میلادی؛ هنگامی که شاپور یکم پس از شکست رومی‌ها و تاراج انطاکیه، پیروزمندانه به پایتخت بازمی‌گشت، اذینه شاه پالمیرا راه را بر او می‌بندد و ضربه قابل توجه‌ای به سپاه ساسانی وارد می‌کند. این پیروزی اذینه، ایرانی‌ها را تا پشت رود فرات عقب می‌راند.
- ۲۷۱ میلادی؛ تاجگذاری هرمز یکم.

- ۲۷۳ میلادی؛ تاجگذاری بهرام یکم.

جدول زمانی شاهنشاهی ساسانی شامل رویدادهای مهم و تحولات سرزمینی

- ۲۷۴ میلادی یا ۲۷۷ میلادی؛ اعدام مانی توسط موبد بلندپایه زرتشتی کرتیر.
- ۲۷۶ میلادی؛ تاجگذاری بهرام دوم.
- ۲۷۶ میلادی؛ موبد کرتیر به عنوان والاترین مقام و برترین شخص در میان زرتشتیان معرفی می‌شود. کرتیر پیروان دیگر ادیان را اعدام می‌کند. در سنگ‌نوشته‌های او در نقش رجب، کعبه زرتشت و سرمشهد کازرون از این رویداد یاد شده‌است.
- ۲۸۳ میلادی؛ کاروس امپراتور روم میان‌رودان را فتح می‌کند اما سپاهیانش پس از مرگ او بلافاصله آن سرزمین را ترک می‌کنند.
- ۲۸۶ میلادی؛ تیرداد سوم، ارمنستان را تسخیر کرده و ایرانی‌ها را از آنجا بیرون می‌کند.
- ۲۹۳ میلادی؛ نرسی با شکست رقبای سلطنت بر تخت پادشاهی می‌نشیند.

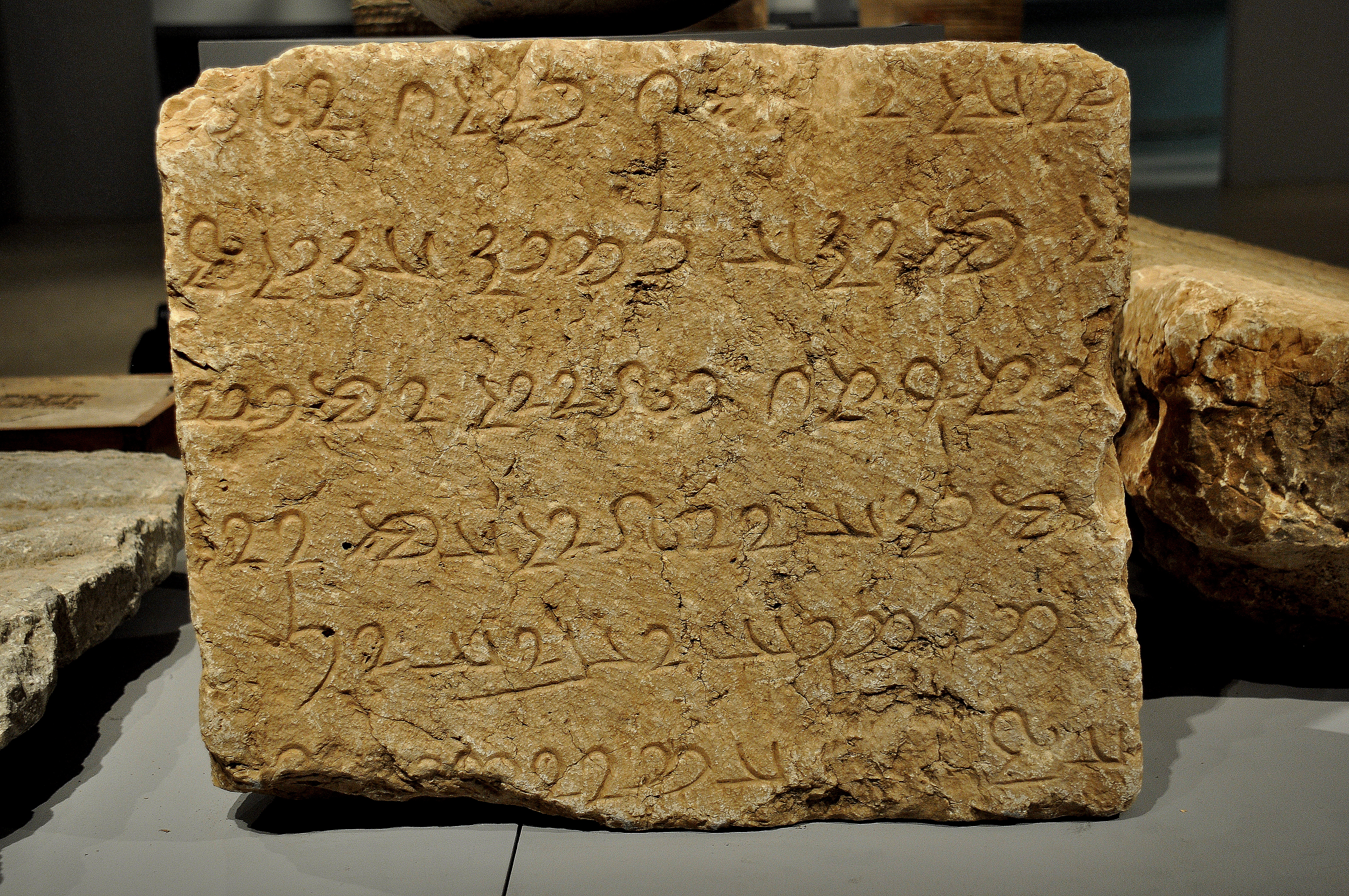
تصویر ۳: سنگ‌نوشته پایکولی

- حدود ۲۹۴ میلادی؛ سنگ‌نوشته پایکولی (تصویر ۳) در سلیمانیه عراق نزدیک مرز ایران.
- ۲۹۶ میلادی؛ نرسی یا یورش به ارمنستان ضمن بیرون راندن تیرداد سوم، رومی‌ها را نیز شکست می‌دهد.
- ۲۹۸ میلادی؛ دیوکلتیان نرسه را شکست می‌دهد. بنا بر پیمان‌نامه نصیبین نرسی از ارمنستان و میان‌رودان عقب‌نشینی می‌کند.
- حدود ۳۰۱ برای نخستین بار حکومت ارمنستان، کیش مسیحیت را به عنوان مذهب رسمی این کشور اعلام می‌کند.
- ۳۰۲ کناره‌گیری نرسه و آغاز سلطنت هرمز دوم.
- ۳۰۹ تاجگذاری شاپور دوم (شاپور ذوالاکتاف).
- ۳۲۵ حمله شاپور دوم به اعراب به منظور سرکوب قبایل عرب و آرام کردن و امنیت بخشیدن به مرزهای امپراتوری ساسانی.
- ۳۳۸ بازپس‌گیری پنج ایالت امپراتوری ساسانی توسط شاپور دوم که توسط نرسه (هفتمین شاه ساسانی، جلوس: ۲۹۳) از کنترل ایران خارج شده و به خاک روم منضم شده بود.
- ۳۴۸ حمله شاپور دوم به بین‌النهرین.
- حدود ۳۶۰ بنیانگذاری سلسله کیداریان.
- ۳۶۳ نبرد ژولیان شاه روم (نبرد سامرا) با قوای ساسانی که منجر به عقب‌نشینی و مرگ او می‌گردد. ایالات واگذار شده به روم و همچنین شهر نصیبین به امپراتوری ساسانی عودت داده می‌شود.
- ۳۷۶ برقراری صلح بین روم و ساسانیان.
- ۳۷۹ مرگ شاپور دوم و تاجگذاری اردشیر دوم.
- ۳۸۳ آغاز سلطنت شاپور سوم.
- ۳۹۹ آغاز سلطنت یزدگرد یکم که لقب گناه‌کار بر وی نهاده بودند. سبب این صفت، تلاش او برای مهار قدرت روحانیان زرتشتی و دوری از هر گونه سخت‌گیری برای اقلیت‌های مذهبی بوده‌است.

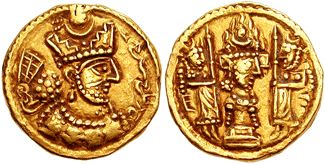
تصویر ۴: سکه بهرام پنجم ملقب به بهرام گور

- ۴۰۹ آزادی مسیحیان در ساخت کلیسا و انجام امور مذهبی.[۵]
- ۴۲۰ تاجگذاری بهرام پنجم ملقب به بهرام گور. (تصویر ۴: سکه)
- ۴۲۱ پایان صلح ساسانیان و رومیان.
- ۴۲۲ موفقیت بهرام پنجم در دفع و عقب راندن یورش لشکر هپتالیان.
- ۴۲۵ آوردن کولی‌ها از هند به وسیله بهرام پنجم برای سرگرم کردن مردم. (بنا بر اشعار شاهنامه)∗∗
- ۴۲۸ پایان پادشاهی اشکانیان ارمنستان.
- ۴۳۸ آغاز سلطنت یزدگرد دوم.
- ۴۵۷ تاجگذاری هرمز سوم.
- ۴۵۹ تاجگذاری پیروز یکم.
- ۴۸۴ شکست پیروز یکم از هپتالیان.
- ۴۸۴ آغاز سلطنت بلاش.
- ۴۸۸ تاجگذاری قباد یکم. نبرد ساسانیان علیه خزرها.
- حدود ۴۹۰ ظهور مزدک و ترویج باورهای توده گرایی، مساوات طلبی، برابرگرایی با برخورداری از حمایت قباد یکم.
- حدود ۴۹۰ آغاز اصلاحات ارضی و مالیاتی.
- ۴۹۶ عزل قباد یکم به وسیله برادرش جاماسپ.
- ۴۹۹ بازگشت به قدرت قباد یکم با همیاری و پشتیبانی هپتالیان.
- ۵۲۴ جنگ ساسانیان با امپراتوری روم شرقی (بیزانس).
- ۵۲۶ شکست بیزانس پس از حمله به ایران، ارمنستان و بین‌النهرین.

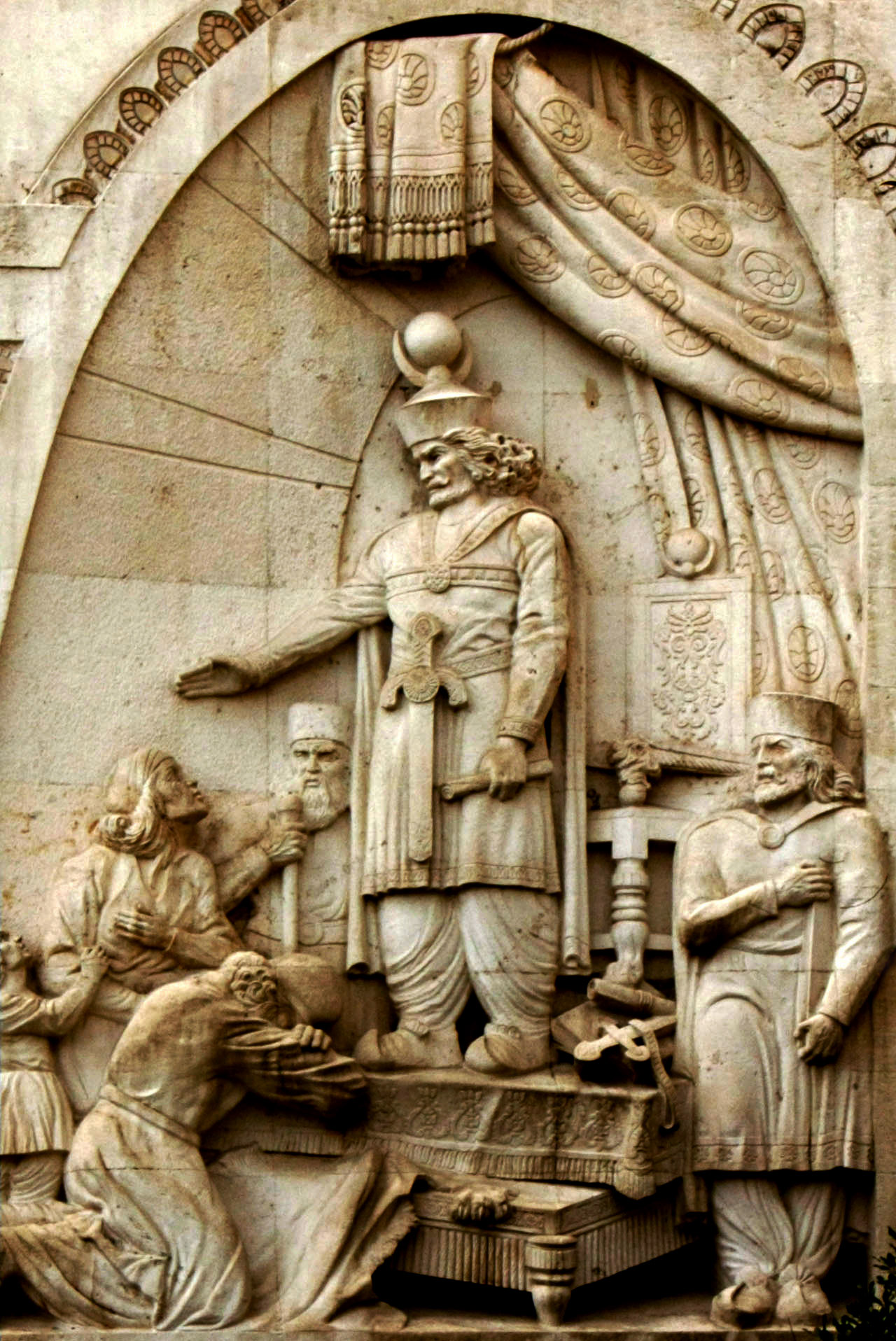
تصویر ۵: تندیس خسرو انوشیروان در کاخ دادگستری تهران

- ۵۳۱ تاجگذاری خسرو انوشیروان یا خسرو یکم. (تصویر ۵: تندیس)
- حدود ۵۳۱ کشتار و سرکوب مزدکیان.
- حدود ۵۳۱ اصلاحات اساسی ارضی، اداری، نظامی و اجتماعی.
- حدود ۵۳۱ ترجمه کلیله و دمنه از زبان سانسکریت به پهلوی میانه.
- ۵۳۳ صلح با امپراتوری بیزانس.
- حدودد ۵۵۴ پروکوپیوس محقق اهل بیزانس و شاهد عینی جنگ‌های خسرو یکم و ژوستینین یکم در گذشت. او روایت جنگ‌های ساسانی با بیزانس را در کتابی تحت عنوان نبرد پارسی (De bello Persico) تألیف کرده‌است.
- حدودد ۵۷۰ فتح یمن.
  - حدود ۵۷۰ زادروز محمد پیامبر اسلام.
- ۵۷۹ مرگ خسرو انوشیروان دادگر و تاجگذاری هرمز چهارم.
- ۵۸۸ نخستین جنگ ایران و ترکان و شکست گوک‌ترک‌ها از سردار ساسانی بهرام چوبین.

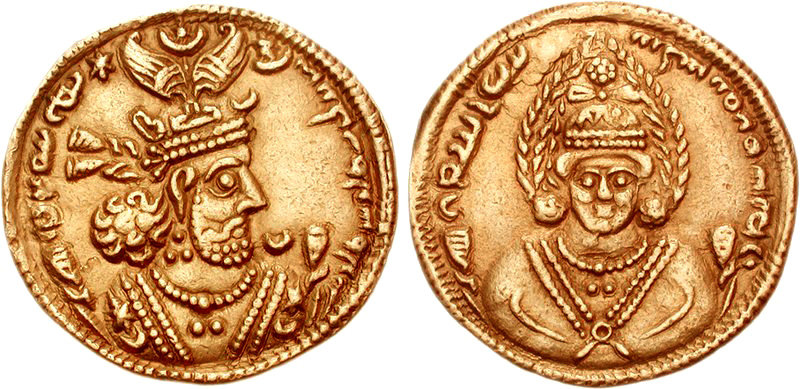
تصویر ۶: سکه خسرو پرویز

- ۵۹۰ قتل هرمز چهارم و آغاز سلطنت خسرو پرویز. (تصویر ۶: سکه)
- ۵۹۰ قیام بهرام چوبین و مصادره کردن تاج و تخت ساسانی.
- ۵۹۱ شکست بهرام چوبین و گریختن او به جانب ترک‌ها در آسیای مرکزی و نهایتاً قتل بهرام چوبین بعد از یک سال. کسب دوباره تاج و تخت توسط خسرو پرویز.
  - ۵۹۶ ازدواج محمد پیامبر اسلام و خدیجه.
- ۶۰۳ لشکرکشی خسرو پرویز به امپراتوری روم بیزانس در انتقام قتل موریس (پشتیبان و حامی خسرو پرویز) و بستگانش به وسیله فوکاس.

- ۶۱۱ تا ۶۱۶ تسخیر سوریه و مصر توسط خسرو پرویز.
  - ۶۲۲ سفر پنهانی محمد پیامبر اسلام از مکه به مدینه به همراه ابوبکر. ازدواج محمد با دختر جوان ابوبکر با نام عایشه.
- ۶۲۷ شکست سپاه ساسانی توسط هراکلیوس نزدیک نینوا.

- ۶۲۸ عزل، محاکمه و قتل خسرو پرویز توسط پسر و جانشینش قباد دوم یا شیرویه. پایان صلح ساسانیان با امپراتوری روم شرقی یا بیزانس.

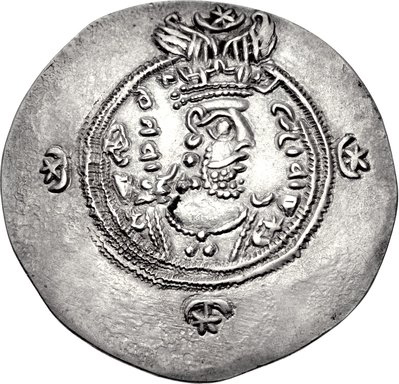
تصویر ۷:سکه یزدگرد سوم

تصویر ۸: گسترش اسلام از سال ۶۳۲ تا ۶۵۵ میلادی. پایان امپراتوری ساسانی و ضمیمه شدن ایران به خاک حکومت خلفای راشدین

- ۶۲۸ کشتار جمعی تعداد زیادی از شاهزادگان ساسانی توسط قباد دوم.
- ۶۲۸ مرگ شیرویه یا قباد دوم.
- ۶۲۸ تا ۶۳۵ ضعیف شدن سلسله ساسانی، تداوم شرایط ناپایدار حکومتی و سلطنت ناکارآمد برخی از شاهان و ملکه‌های ساسانی نظیر پوراندخت و آزرمی دخت.
  - ۶۳۲ رویداد غدیر خم.
  - ۶۳۲ درگذشت محمد پیامبر اسلام.
  - ۶۳۲ تا ۶۳۴ دوران خلافت ابوبکر.
- ۶۳۳ آغاز سلطنت یزدگرد سوم در امپراتوری ساسانی.
  - ۶۳۴ انتخاب عمر بن خطاب به عنوان خلیفه و سازماندهی کردن حملات موفقیت‌آمیز به سرزمین‌های امپراتوری ساسانی و امپراتوری روم شرقی.
  - ۶۳۵ تسخیر دمشق توسط اعراب.
  - ۶۳۵ تا ۶۴۱ فتح اورشلیم، انطاکیه، طرابلس و مصر توسط سپاه اسلام (اعراب).
- ۶۳۶ شکست ایرانیان در جنگ قادسیه بین امپراتوری ساسانی و اعراب.
- ۶۳۷ فتح تیسفون پایتخت ساسانیان توسط اعراب مسلمان و گریختن یزدگرد سوم به ری.
- ۶۳۷ استیلای اعراب بر بین‌النهرین.
- ۶۴۲ شکست نهایی امپراتوری ساسانی از لشکر اسلام در جنگ نهاوند.
- ۶۴۴ ترور و قتل عمر به وسیله ابولؤلؤ (پیروز نهاوندی).
  - ۶۴۴ تا ۶۵۶ دوران خلافت عثمان.
- ۶۵۱ قتل یزدگرد سوم (تصویر ۷: سکه). پایان امپراتوری ساسانی و ضمیمه شدن سرزمین ایران (تصویر ۸) به حکومت خلفای راشدین (اسلام).

## یادداشت
1. ^  در ترتیب جدید شاهنشاهان اشکانی اردوان چهارم خوانده می‌شود.
2. ^  کولی‌ها با رقصیدن و آواز مردم را سرگرم می‌کردند.
3. ^  بنا بر اشعار شاهنامه